# Daïra de Chelghoum Laïd
La daïra de Chelghoum Laïd est une daïra d'Algérie située dans la wilaya de Mila et dont le chef-lieu est la ville éponyme de Chelghoum Laïd.

## Localisation
La daïra est située au centre Est de la wilaya de Mila.

## Communes de la daïra
La daïra est composée de trois communes :
- Aïn Mellouk
- Oued Athmania
- Chelghoum Laïd